# بزيك
بزيك هي قرية في مقاطعة بل دشت، إيران. يقدر عدد سكانها بـ 558 نسمة بحسب إحصاء 2016.